# Sarcophilus moornaensis
Sarcophilus moornaensis es una especie extinta de marsupial dasiuromorfo de la familia Dasyuridae. La especie es conocida solo a través de un fósil que se remonta al Pleistoceno que fue encontrado en Nueva Gales del Sur, Australia. Pertenece al mismo género que el diablo de Tasmania, si bien era un poco más grande. Es muy probable que ambas especies coexistieron en Australia durante un determinado período de tiempo (también junto al gigante del género, Sarcophilus laniarius), pero luego se extinguieron.
La extinción de S. moornaensis, aunque se ha atribuido a la llegada de los humanos a la isla (así como ocurre con la mayoría de la megafauna de Australia), probablemente fue debido principalmente a causas naturales, y en particular el cambio climático durante la glaciación continental de Würm y que llevó también a la extinción en el continente al diablo de Tasmania.